# Microtyran noir et blanc
Poecilotriccus capitalis
Espèce
Statut de conservation UICN

 LC  : Préoccupation mineure
Le Microtyran noir et blanc (Poecilotriccus capitalis), aussi appelé Todirostre noir et blanc ou Tyranneau noir et blanc, est une espèce de passereaux de la famille des Tyrannidae,.

## Distribution
Cet oiseau vit dans l'ouest de l'Amazonie (dans l'est de l'Équateur, au nord du Pérou et, localement, dans le centre du Brésil),.

## Systématique
Cette espèce est monotypique selon la classification de référence du Congrès ornithologique international (version 9.1, 2019).